# Morpho innocentia
Morpho innocentia är en fjärilsart som beskrevs av Ribeiro 1931. Morpho innocentia ingår i släktet Morpho och familjen praktfjärilar. Inga underarter finns listade i Catalogue of Life.